# Горня-Лука
Горня-Лука (серб. Горња Лука, Gornja Luka; алб. Llukë e Epërme) — село в общине Дечани в исторической области Метохия. С 2008 года находится под контролем частично признанной Республики Косово.

## Административная принадлежность
| Сербская позиция                                                                 | Албанская позиция                                            |
| -------------------------------------------------------------------------------- | ------------------------------------------------------------ |
| входит в общину Дечани Печского округа автономного края Косово и Метохия, Сербия | входит в общину Дечани Джяковицкого округа Республики Косово |

## Население
Согласно переписи населения 1981 года в селе проживало 1102 человека: все албанцы.
Согласно переписи населения 2011 года в селе проживал 1451 человек: 737 мужчин и 714 женщин; все албанцы.
| Численность населения | Численность населения | Численность населения | Численность населения | Численность населения | Численность населения | Численность населения |
| 1948                  | 1953                  | 1961                  | 1971                  | 1981                  | 1991                  | 2011                  |
| --------------------- | --------------------- | --------------------- | --------------------- | --------------------- | --------------------- | --------------------- |
| 573                   | 598                   | 680                   | 848                   | 1102                  | 1307                  | 1451                  |

## Достопримечательности
На территории села находится мектеб XIX века.